# Samuel Hood
Samuel Hood, 1. vikomt Hood (Samuel Hood, 1st Viscount Hood, 1st Baron Hood of Catherington, 1st Baronet Hood of Catherington) (12. prosince 1724, Thornecombe, Anglie – 27. ledna 1816, Bath, Anglie) byl britský admirál. Od šestnácti let sloužil u britského královského námořnictva, vyznamenal se ve válkách v Evropě i v zámoří. V letech 1789–1795 zastával funkci prvního námořního lorda, v roce 1794 dosáhl hodnosti admirála. Byl také poslancem Dolní sněmovny, v roce 1796 s titulem vikomta vstoupil do Sněmovny lordů.

## Životopis

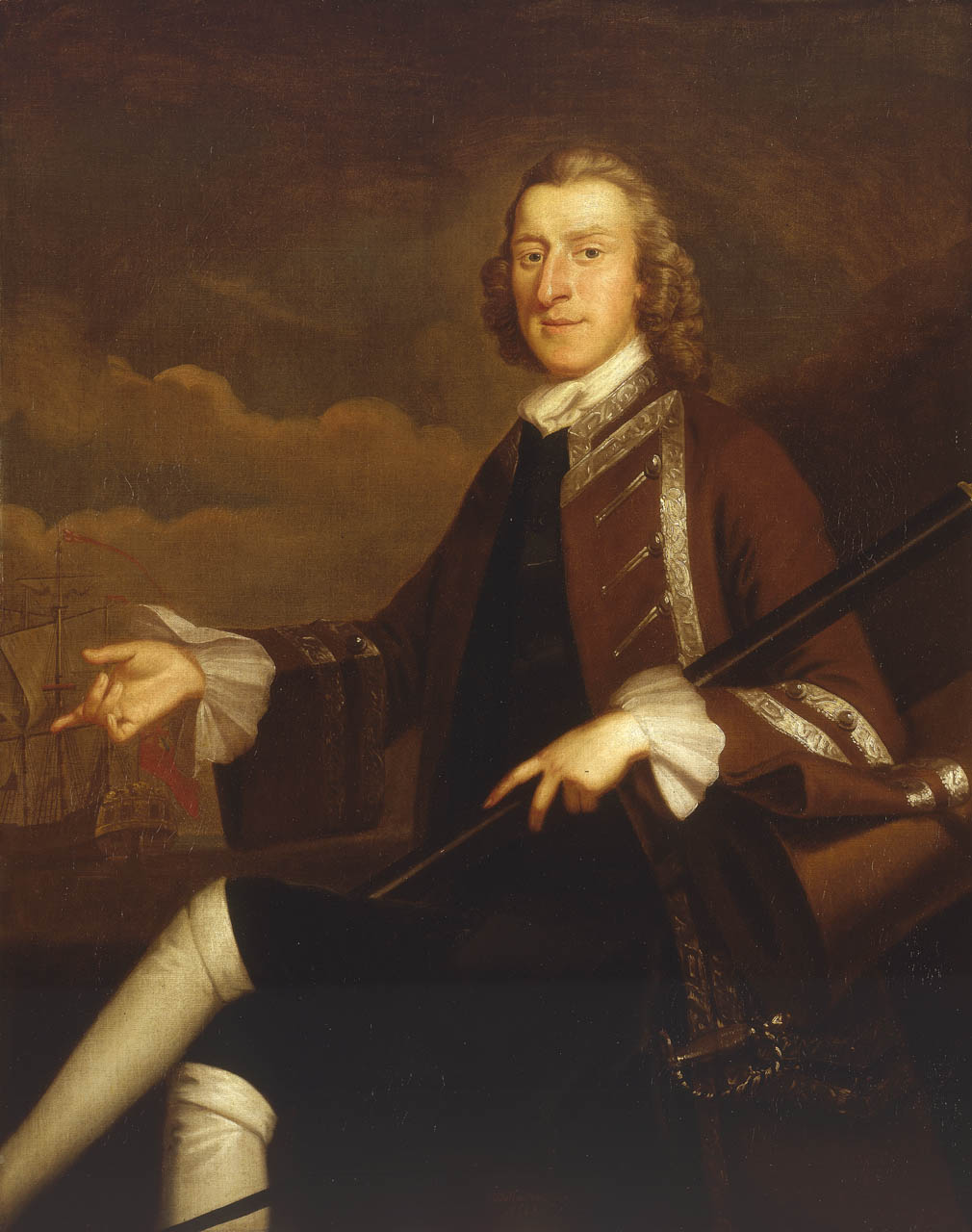
Portrét Samuela Hooda z roku 1748 (National Maritime Museum, Greenwich)

Byl nejstarším synem reverenda Samuela Hooda (1692–1777), do námořnictva vstoupil v roce 1741 spolu se svým mladším bratrem Alexandrem z popudu admirála Thomase Smitha. Za války o rakouské dědictví sloužil v Severním moři a dosáhl hodnosti poručíka (1746). Poté sloužil u břehů severní Ameriky a v roce 1756 byl povýšen na kapitána. Za sedmileté války se vyznamenal u břehů Francie a v letech 1767–1770 velel v Americe. Po návratu do Anglie byl komisařem loděnic v Portsmouthu a ředitelem Royal Naval Academy. V roce 1778 získal titul baroneta a během války proti USA byl v roce 1780 znovu povolán do aktivní služby v hodnosti kontradmirála. Operoval v Karibiku pod velením admirála Georga Rodneye a po dobu jeho nepřítomnosti byl také faktickým velitelem na Závětrných ostrovech (1781–1782). V této době byl přímým nadřízeným později slavného admirála Nelsona. V roce 1782 získal titul barona (s platností pouze pro Irsko). Po Pařížském míru a návratu do Anglie podpořil Nelsonovu kariéru, když jej v červenci 1783 vzal s sebou k oficiální audienci u krále Jiřího III. V letech 1784–1788 a 1789–1796 byl Samuel Hood poslancem Dolní sněmovny, kde zastupoval prestižní volební obvod Westminster. Mezitím byl povýšen do hodnosti viceadmirála (1787) a v letech 1788–1795 byl druhým lordem admirality (respektive prvním námořním lordem). Za války proti revoluční Francii byl znovu povolán do aktivní služby, vynikl jako vrchní velitel ve Středozemním moři (1793–1795) a v roce 1793 proslul dobytím Toulonu, i když krátce poté musel tuto lokalitu vyklidit. V roce 1794 byl povýšen na admirála, kvůli stížnostem na zásobování loďstva ale o rok později musel opustit post velitele ve Středomoří. V roce 1796 byl s titulem vikomta povolán do Sněmovny lordů, v letech 1796–1816 zastával čestnou funkci guvernéra špitálu v Greenwichi. Krátce před smrtí obdržel velkokříž Řádu lázně (1815).
V roce 1749 se oženil se Susannah Linzee (1726–1806), dcerou Edwarda Linzee, lékárníka a starosty v Portsmouthu. Jejich jediný syn Henry (1753–1835) byl dědicem titulu vikomta a členem Sněmovny lordů.
Samuelův mladší bratr Alexander Hood (1726–1814) byl též významným námořním vojevůdcem, dosáhl hodnosti admirála (1795) a titulu vikomta (1800). Z dalších generací rodu vynikl v námořnictvu Samuel Hood (1762–1814) a později Arthur William Hood (1824–1901), první námořní lord (1885–1886 a 1886–1889).